# Michele Cervellini
Michele Cervellini (ur. 14 kwietnia 1988) – reprezentant San Marino, piłkarz grający na pozycji pomocnika w klubie AC Juvenes/Dogana, do którego trafił w 2008 roku. W reprezentacji San Marino zadebiutował w 2009 roku. Dotychczas rozegrał w niej 12 spotkań (stan na 29.01.2012).